# Liceu Foot-Ball Club
O Liceu Foot-Ball Club foi um clube brasileiro de futebol, da cidade de Fortaleza, capital do estado de Ceará.

## Títulos
Torneio Início: 1 (1934)